# Espagne au Concours Eurovision de la chanson 1963
L'Espagne a participé au Concours Eurovision de la chanson 1963 le 23 mars à Londres. C'est la 3e participation espagnole au Concours Eurovision de la chanson.
Le pays est représenté par le chanteur José Guardiola et la chanson Algo prodigioso, sélectionnés en interne par la Televisión Española (TVE).

## Sélection interne
Le radiodiffuseur espagnol, la Televisión Española (TVE), choisit l'artiste et la chanson en interne pour représenter l'Espagne au Concours Eurovision de la chanson 1963.
Lors de cette sélection, c'est la chanson Algo prodigioso interprétée par José Guardiola qui fut choisie avec Rafael de Ibarbia Serra comme chef d'orchestre.
| Ordre | Artiste        | Chanson         | Langue   |
| ----- | -------------- | --------------- | -------- |
| 1     | José Guardiola | Algo prodigioso | Espagnol |

## À l'Eurovision
Chaque jury national attribue un à cinq points à ses cinq chansons préférées.

### Points attribués par l'Espagne
| 5 points | Royaume-Uni |
| 4 points | Suisse      |
| 3 points | Italie      |
| 2 points | Yougoslavie |
| 1 point  | France      |

### Points attribués à l'Espagne
| 5 points | 4 points | 3 points | 2 points      | 1 point |
| -------- | -------- | -------- | ------------- | ------- |
|          |          |          | - Yougoslavie |         |

José Guardiola interprète Algo prodigioso et se classe en 12e position lors de la soirée du concours, suivant la France et précédant la Suède.
Au terme du vote final, l'Espagne termine 12e sur les 16 pays participants, ayant reçu 2 points, tous provenant du jury yougoslave,.